# Валира (река)
Вали́ра (кат. La Valira) — река в Пиренеях, основной гидрологический объект Андорры, в нижнем течении протекает и по землям испанской Каталонии.
Длина — 44 км. Площадь водосборного бассейна — 591,6 км². Высота истока — 2450 м над уровнем моря.
Бассейн Валиры занимает практически всю территорию Андорры, простираясь с севера на юг. Течение реки Y-образной формы образуется слиянием на территории общины Эскальдес-Энгордань двух рукавов: Северной Валиры (кат. Valira del Norte, иногда Валира д’Ордино), берущей начало на северо-западе страны в Ла-Масане, и Восточной Валиры (Валира-дель-Орьен, кат. Valira del Orient, также Валира д’Энкам), откуда считается исток Большой Валиры (кат. Gran Valira) — основного русла реки.
Устье Валиры расположено в районе Сео-де-Уржель при её впадении в реку Сегре, которая в свою очередь, является притоком реки Эбро.
Приток Валиры, — Руне, является естественной границей между Андоррой и испанской территорией района Альт-Уржель.
Несмотря на статус основного водоёма страны, интенсивное развитие Андорры привело к тому, что берега реки и её притоков, как наиболее доступные для застройки земли, подвергались бетонированию и использованию под сооружение объектов недвижимости, что не могло не привести к ухудшению экологического состояния реки, которой местами причинён необратимый ущерб.